# Жумабекова, Салима Жумабековна
Салима Жумабековна Жумабекова (25 августа 1935 — 27 марта 2020) — Герой Социалистического Труда, Казахская ССР. Мать-Героиня.

## Биография
Родилась 25 августа 1935 года.
Всю жизнь прожила в селе Ленино, которое с 1997 года называется Турмагамбет, в Кармакшинском районе Кызылординской области.
Работала рисоводом. Учиться этому трудному делу она ездила к знаменитому земляку — Ибраю Жахаеву в Шиелийский район Кызылординской области, дважды Герою Социалистического Труда.
Член КПСС, была делегатом XXVI съезда КПСС и депутатом Совета Союза Верховного Совета СССР 10-го. Шесть лет возглавляла в родном селе аулсовет.
Муж Салимы работал механизатором. В 1976 году он погиб в результате несчастного случая на работе. В семье 11 детей.
В 2008 году, во время визита в Кызылординскую область, Нурсултан Назарбаев вручил Салиме Жумабековой (и другим женщинам-ветеранам области) ключи от новой квартиры за большой вклад в развитие сельского хозяйства Кызылординской области.
Умерла 27 марта 2020 года, похоронена в родном селе.

## Награды и звания
- медаль «Серп и Молот» (03.03.1980).
- орден «Курмет»
- 2 ордена Ленина (10.12.1973; 03.03.1980)
- орден «Мать-героиня».
- Почётная гражданка Кызылординской области.
- 2018 - Юбилейные медаль «Астана 20 жыл»[7]